# Shae D’Lyn
Shae D’Lyn (* 24. November 1962 in Abilene, Texas; gebürtig Shae D’lyn Sherertz) ist eine US-amerikanische Schauspielerin.

## Leben und Karriere
Shae D’Lyn wurde als Tochter eines Schauspielers und einer Autorin geboren. Sie wuchs in New York und Los Angeles auf. Ihr Studium an der University of Virginia schloss sie mit Auszeichnung ab. Sie war zunächst für eine Bank im Immobilieninvestment tätig, absolvierte dann aber eine Schauspielschule.
Im deutschsprachigen Raum ist sie vorrangig für ihre Verkörperung der Jane Cavanaugh in der Sitcom Dharma & Greg und als Cousine Vicki in Die schrillen Vier in Las Vegas bekannt.
Sie ist Mitgründerin einer Schauspielgruppe mit Standorten Los Angeles und Puerto Rico. 1998 heiratete sie den Schauspieler Randy Becker.

## Filmografie (Auswahl)
- 1993: Zurück in die Vergangenheit (Quantum Leap, Fernsehserie, Folge 5x15)
- 1993: Stunde der Wahrheit (The American Clock)
- 1994: Law & Order (Fernsehserie, Folge 4x17)
- 1996: Ellen (Fernsehserie, Folge 3x23)
- 1997: Die schrillen Vier in Las Vegas (Vegas Vacation)
- 1997–2001: Dharma & Greg (Fernsehserie, 96 Folgen)
- 2001: Die wilden Siebziger (That ’70s Show, Fernsehserie, Folge 4x12)
- 2006: Es war k’einmal im Märchenland (Happily N’Ever After)
- 2012: Super Zeroes
- 2014: Alpha House (Fernsehserie, Folge 1x11)
- 2014: Boardwalk Empire (Fernsehserie, 2 Folgen)
- 2017: Orange Is the New Black (Netflix Original Serie, Folge 5x12)
- 2018: Can You Ever Forgive Me?